# Żmijewek Włościański
Żmijewek Włościański – wieś w Polsce położona w województwie mazowieckim, w powiecie ostrołęckim, w gminie Troszyn.
W skład sołectwa Żmijewek wchodzą wsie: Żmijewek Włościański, Żmijewek-Mans, Żmijewo-Zagroby.
W latach 1975–1998 miejscowość administracyjnie należała do województwa ostrołęckiego.
Wierni kościoła rzymskokatolickiego należą do parafii św. Jana Chrzciciela w Piskach.